# 長崎さるく博
長崎さるく博（ながさきさるくはく）は、2006年4月1日から10月29日までの約半年間に掛けて行われた地方博覧会。正式名称は「長崎さるく博'06」。提案者は長崎市職員（後の長崎市長）の田上富久。

## 特色
- 大元の企画を生んだのは長崎出身のシンガーソングライター・さだまさし（さだ本人がTV Stationの連載にて言及）。
- 歩きながら長崎の観光や見聞を深めるというコンセプトを持ち、「日本初のまち歩き博覧会」と定義している。
- 別府市で行われている体験型イベント「別府八湯温泉泊覧会・オンパク」、観光ボランティアガイド「別府八湯ウォーク」が企画のベースとなっている。
- 「さるく」の意味を間違って広めた。長崎弁で「さるく」とは「うろつきまわる」の意味であり、歩くことだけに限定されていない。「走ってさるく」「車に乗ってさるく」などの用法も一般的に使われるが、主催者の 長崎さるく博'06推進委員会事務局が間違えて説明したために「『さるく』とは『ぶらぶら歩く』という意味である」と説明するメディアが後を絶たない。
- ジャンルは長崎に関する歴史・経済・風俗・文化・芸能・観光・スポーツとジャンルも幅広い。内容も基本的なものから、地元民ですら知らない様なマニアックなものまで様々。
- 市内で毎年のように行われる定例イベントもさるく博の一環のような形で行われる。
- 従来の博覧会と大きく異なる点として、以下の点が挙げられる（南紀熊野体験博との類似性）。
  - 大掛かりな施設などを建設することなく、コストも少なく本来の地域性を100%利用した博覧会（ただしさるく博開催に間に合わせる形でオープンし、さるく博終了後も利用されるような施設は存在する）。
  - 参加に関する煩わしい手続きも殆ど無く、行動パターンも多いので、画一化されない利点を持つ。
  - コースも非常に多く、殆どが無料もしくは低予算で参加できるため、参加者の自由度が極めて高い。
  - 地域住民がガイドを行うといったように、地元も積極的に参画できる。

## キャラクター
- さるくちゃん（「さ」「る」「く」という文字をモチーフにした顔になっている）

期間中、さるくちゃんのオブジェクトはさるく博開催エリアの至る所に設置されていた。

## コース
長崎市内を「さるく」コースは大まかに以下の3つに分類。
- 「長崎遊さるく」：参加自由型の全42コース。無料。概ねどのコースも所要時間は2時間程度。
- 「長崎通さるく」：ガイド付きの全31コース。参加料500円。原則予約制だが現地参加も出来る。
- 「長崎学さるく」：参加者体験型の全74テーマ。参加料は講座により異なる（1,000円～）。予約制。
- 「長崎体験」：専門家指導の下、カステラ作りなど体験型の全9テーマ。要予約。

## 閉幕後に関して
- 期間中の延べ参加者数は推計で1,023万3千人と発表された[1]。
- 長崎市は、この企画が成功だったとして、今後は規模を縮小し町歩きに特化したイベントとして継続すると発表。
- 2007年4月1日から「長崎さるく」と名を改め再スタートした。

- 通さるくは人気を集め参加者を多数獲得したものの、グラバー園などの施設入場者数は増えているが予想数を下回ったなどの問題も報告されている。
- 成功だとされているものの、市民を除いた観光客へのアンケートでの参加者数算出など一部に問題があると指摘する声もある。